# The Willie Way
The Willie Way es el decimoquinto álbum de estudio del músico estadounidense Willie Nelson publicado por la compañía discográfica RCA Records en 1972. Fue el último álbum de Nelson publicado por RCA antes de su marcha a Atlantic Records. Alcanzó el puesto 34 en la lista estadounidense de álbumes country.

## Lista de canciones
Todas las canciones escritas por Willie Nelson excepto donde se anota.
1. "You Left Me a Long, Long Time Ago" - 2:42
2. "Wonderful Future" - 2:40
3. "Help Me Make It Through the Night" (Kris Kristofferson) - 3:02
4. "Wake Me When It's Over" - 3:47
5. "Undo the Right" (Nelson, Hank Cochran) - 2:21
6. "Mountain Dew" (Bascom Lamar Lunsford, Scotty Wiseman) - 2:10
7. "Home Is Where You're Happy" - 3:04
8. "A Moment Isn't Very Long" - 3:10
9. "What Do You Want Me to Do?" - 2:32
10. "I'd Rather You Didn't Love Me" - 2:41

## Personal
- Willie Nelson - guitarra acústica, voz

## Posición en listas
| País           | Lista              | Posición |
| -------------- | ------------------ | -------- |
| Estados Unidos | Top Country Albums | 34       |